# Майкл (лунный кратер)
Кратер Майкл (лат. Michael) — маленький кратер на видимой стороне Луны. Расположен на краю Моря Дождей, около пика Брэдли в горах Апеннины. Название дано по английскому мужскому имени и утверждено Международным астрономическим союзом в 1976 г.

## Описание кратера

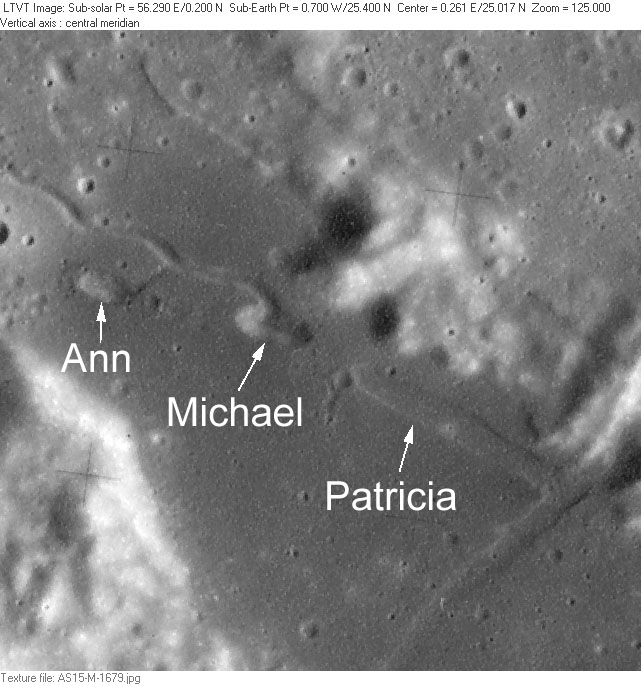
Снимок с борта Аполлона-15

Ближайшими соседями кратера являются кратеры Анн на северо-западе и Патриция на юго-востоке, далее на юго-востоке располагается борозда Брэдли. Селенографические координаты центра кратера — 25°03′ с. ш. 0°13′ в. д. / 25,05° с. ш. 0,21° в. д., размер — 3,3×1,7 км.
Как и несколько соседних кратеров, Майкл имеет удлинённую форму и тянется параллельно ряду проходящих в окрестностях борозд. Одна из них соединяется с его северным краем.

## Сателлитные кратеры
Отсутствуют.